# Primera División 1937 (Chili)
In 1937 werd het vijfde seizoen gespeeld van de Primera División, de hoogste voetbalklasse van Chili. Colo-Colo werd kampioen. 

## Eindstand

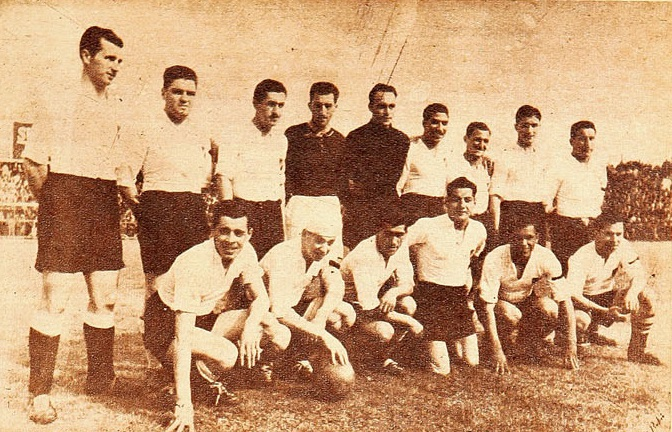
Kampioenenelftal van Colo-Colo.

| Plaats | Club                   | Wed. | W | G | V  | Saldo | Ptn. |
| ------ | ---------------------- | ---- | - | - | -- | ----- | ---- |
| 1      | Colo-Colo              | 12   | 9 | 3 | 0  | 47:20 | 21   |
| 2      | Magallanes             | 12   | 7 | 2 | 3  | 38:32 | 16   |
| 3      | Unión Española         | 12   | 8 | 0 | 4  | 22:21 | 16   |
| 4      | Santiago Morning       | 12   | 6 | 1 | 5  | 38:33 | 13   |
| 5      | Audax Italiano         | 12   | 5 | 2 | 5  | 33:34 | 12   |
| 6      | Badminton              | 12   | 2 | 2 | 8  | 31:49 | 6    |
| 7      | Santiago Wanderers (P) | 12   | 0 | 0 | 12 | 17:37 | 0    |

|     | Kampioen    |
|     | Degradatie  |
| (P) | Promovendus |